# Військова частина № 47040
в/ч 47040 — формування Радянської армії, що існувало у 1987—1992 роках.
Після розпаду СРСР у 1992 році на формування перейшло під юрисдикцію України, брало участь у формуванні 383-го окремого полку дистанційно-керованих літальних апаратів.

## Історія
Військова частина була сформована 1 червня 1987 року, згідно директиви Головного штабу ВПС ЗС СРСР. З 1 по 15 червня 1987 року особовий склад, техніку і озброєння було перебазовано з селища Жовтневе Волинської області до міста Славута. З 3 по 20 травня 1990 року військова частина 47040 була передислокована з міста Славута до міста Хмельницький на базу окремого гвардійського Московського ордена Леніна, Червонопрапорного ордена Суворова ескадрильї безпілотних літаків-розвідників. 
Після розпаду СРСР у 1992 році на формування перейшло під юрисдикцію України, брало участь у формуванні 383-го окремого полку дистанційно-керованих літальних апаратів.